# Santa Rita, Guam
Santa Rita är en ort och en village (administrativ enhet) i Guam (USA). Den ligger i den sydvästra delen av ön Guam, 13 km sydväst om huvudstaden Hagåtña. Antalet invånare är 6 084. 
Följande finns i Santa Rita:
- Tipalao Bay (en vik)
- Atantano River (ett vattendrag)
- Gabgab Beach (en strand)
- Apaca Point (en udde)
- Orote Peninsula (en halvö)
- Orote Point (en udde)